# Seroza
Seroza, błona surowicza – przedłużenie blastodermy, jedna z dwóch błon płodowych, otaczających zarodek owadów. Jest błoną zewnętrzną i oprócz samego zarodka otacza także błonę wewnętrzną – owodnię (amnion). U niektórych owadów (np. u Drosophila melanogaster) obie błony mogą być zrośnięte w jedną, zwaną amnioserozą.